# 大曆十才子
大曆十才子是指中国唐代宗大曆年间（766年至779年间）互相唱和的十位诗人，以及以其为代表的当时诗歌主流流派。该流派比较讲究格律词藻，以谢朓为宗，工于白描写景，以五言律诗见长，文笔追求工整，意境追求清新雅淡和超然出世。其作品往往显示出淒冷萧瑟之意，与安史之乱前盛唐时期的诗歌风格显示出较大的不同。管世銘指出：“大曆諸子實始爭工字句，然雋不傷煉，巧不傷纖，又通體仍必雅令溫醇、耐人吟諷。”

## 成员
大曆十才子的称号最早出自中晚唐时姚合所著的《极玄集》，十人为：
- 卢纶
- 吉中孚
- 韩翃
- 钱起
- 司空曙
- 苗发
- 崔峒
- 耿湋
- 夏侯审
- 李端

五代时编纂的《旧唐书》中提到了大历十才子的称号，但未具体列举名字，只是指出李端与韩翃、钱起、卢纶等人唱和。至北宋时，《新唐书》在卢纶传中再次列出了十位才子的名字，与姚合所记一致。
此后大曆十才子的名字记载开始发生了变化。南宋严羽在《沧浪诗话》中提到冷朝阳为“最下”，将其列为大历十才子之一。清代学者王士禛在《分甘馀话》中引用北宋江休复的记载，大历十才子为“卢纶、钱起、郎士元、司空曙、李益、李端、李嘉祐、皇甫曾、耿湋、苗发、吉中孚共十一人，或又云有夏侯审”。他认为苗发和夏侯审诗名不显，不足以与其他才子齐名；皇甫曾与皇甫冉兄弟齐名，不应该只有皇甫曾；韩翃当时很有名却不在其内。
清朝管世銘在《讀雪山房唐詩鈔》又以劉長卿、錢起、郎士元、李嘉祐、皇甫冉、司空曙、韓翃、盧綸、李端、李益为十才子。學者傅璇琮认为管世銘是基于诗人的存诗数量和文学影响力做出的判断，但这一分类并不完全符合唐代当时对“大历十才子”的原意。例如崔峒在《中兴间气集》中有九首诗被选录，得到了较高评价，而夏侯审尽管仅存诗一首，但李嘉祐曾对其有“袖中多丽句”的高度评价，这表明不能仅凭现存诗歌的多少来决定十才子的去留。

## 影响
在大历十才子中，钱起、卢纶、司空曙、李端、耿湋和韩翃的存诗较多。卢纶被王士禛称为“大历十才子之冠冕”。